# 普遍選舉

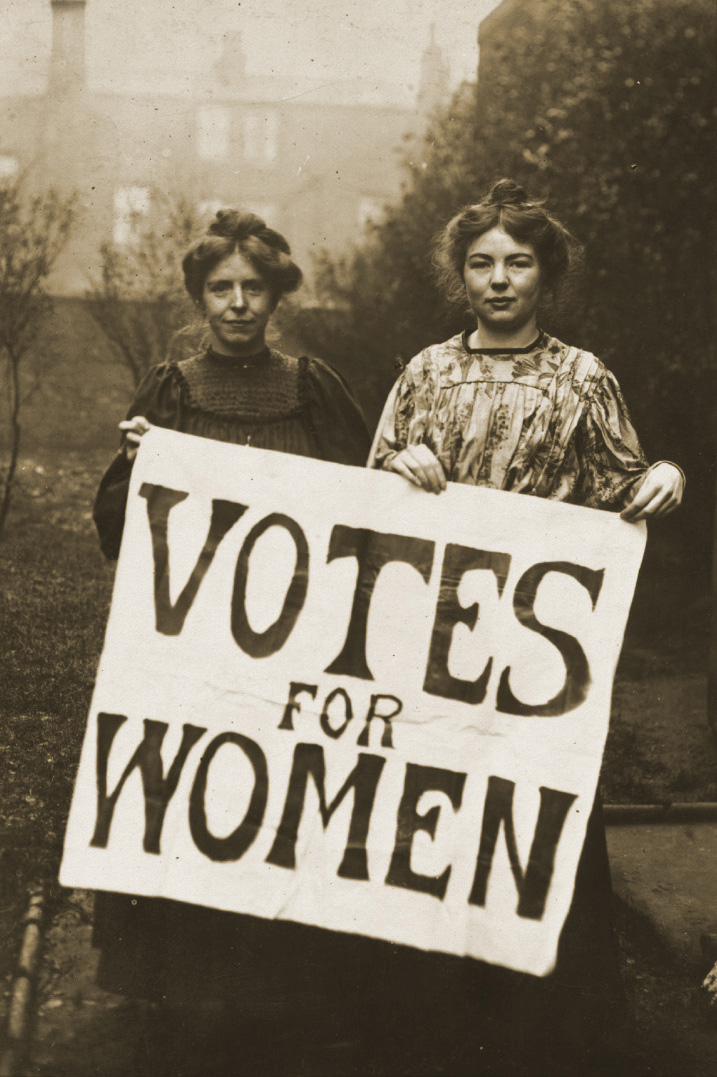
女性要求獲得選舉權

（或），又稱普通選舉權、普選、普及選舉、普通選舉，在民主政體中，將选举权延伸至任何一個成年公民，稱為普通選舉，但是這個權利通常不包括未成年人、無行為能力人士，以及未擁有國籍的非公民與特定人士。擁有普選權，也代表，在這個國家中，无论性别、年龄、种族、信仰、社会状况，只要是成年公民，都有选举投票。
不同国家在投票权利的具体细节上有所不同，但最低年龄限制一般都在18-25岁之间，而且精神無行為能力之人、部分罪犯以及触犯过一些选举机制的人一般都不享有投票权利。
历史上最早的一批民主国家里，政府会将投票权限定给拥有一定财产和财富的人口，而这往往导致只有少数的男性公民才有投票权；在某些司法体系中，投票权的享有还附加了额外的条件，比如要求投票者有特定的宗教信仰。而在所有的现代民主国家中，拥有投票权的人口都随时间在不断增长。在19世纪的欧洲和北美洲，很多地区还爆发了大规模争取普选权的运动。
在美国，普选一般指的是在1960年代确立的“一人一票”的选举制度，当时第14任美国首席大法官厄尔·沃伦主政下的美国最高法院通过了一系列里程碑式的判决（从1962年的贝克诉卡尔案开始），确立了一人一票制。此后，美国国会以及沃伦法院通过《1964年民权法案》、《选举法案 (1965年)》以及最高法院判决，保障并扩增了全美公民的选举权，尤其是非裔美国人。此外，美国的普选还与美国妇女选举权运动有关，该运动起源于19世纪末，并于1920年到达顶点——当年美国宪法第十九修正案通过、给予并保障了女性的投票权。

## 歷史
在光榮革命和法國大革命之後短命的革命政府，都有某種程度的普選制，但實際上都是以向舊統治階級報復的恐怖統治。在不久為了穩定下來，變成只有能賦交重稅的富人，即資產階級成年男性獨佔的所有選舉和被選權的代議制。
19世纪中期，英国有以男性普选权为主要诉求的宪章运动，提倡无论男性的种族、阶级都有参政选举的权利。19世纪的領導民主运动的自由主义者和社会民主主义者，尤其在北欧，使用了口号“均等共有选举权”。普选权运动包括社会、经济和政治运动，目标在把选举权扩展到所有种族。但对于女性平等的普选权或投票权、选举权等等则要在20世纪初一戰後才被重视。而最早的普选权运动发生在19世纪早期，聚焦于减除选举所要求的财产条件。1907年俄罗斯属芬兰大公国议会第一届议会议员的选举可视为第一次普选。
许多社会原先都对投票权有种族要求。比如，非白种人不能在1952年前的玻利維亞投票，种族隔离制度的南非投票，这种情况在1994年多党选举后才结束。1960年代非裔美国人民权运动之前的非裔美国人只是在理论上有投票权，之前他们並无完全保障的投票权。3K党在美国内战之后成立，很大程度是要求胁迫阻止非裔美国人在南方州份投票，南方各州在1890年代陸續通過法律包括投票稅來限制非裔美国人投票。至今以色列為確保猶太人選民佔國內多數，仍然堅持巴勒斯坦人要改變身分為阿拉伯裔以色列人才可以投票。
有一些普选系统其实还是排除一些人的选举权。比如，拒绝承认犯人投票权和精神上有疾病的人。几乎所有司法系統都拒绝非公民居住者和未成年公民的投票权。
由全民普選歷史看來，雖然不同地方的制度或多或少有制度上的問題，受人為的黑幕和貪污和人民的素養影響，後果不見得理想，例如未普選產生的英國國會投票同意對中國發動鴉片戰爭，以國家的力量公然販賣毒品；美國在南北戰爭後政府竟同意戰時支持聯邦政府的北方部分的奴隸州可繼續實施奴隸制度（此後有種族隔離法律），1882年美國國會又通過排華法案迫害華裔美國人，加拿大則對華裔民眾課特別重的税，二戰後美國國會為了反共通過一系列法案迫害同情社會主義和共產主義的支持者，部分指控言過其實，公然違背美國憲法內權利法案保障言論自由的條款，形成白色恐怖；德國則在二戰前選出希特勒的納粹黨作執政黨，實行一黨制獨裁統治。

## 世界各地普選權
根據瑞典一個國際組織The International Institute for Democracy and Electoral Assistance (International IDEA)紀錄和研究，至2007年，全球已有185個國家的人民可投票選舉國會（包括埃及、印度、南非等），但有些君主立憲制的國家如許多中東國家國王或宗教領袖作為國家元首可推翻國會決議，國會並無實權，有108個國家的人民可投票選舉最高領導人（總統或總理），如埃及1980年代後穆巴拉克曾五度當選總統，選舉過程有嚴重弊端，前四次選舉均無反對黨候選人，實際上等於獨裁統治。
普选权最先于哪个國家或州实现的问题上存在一些争议。紐西蘭、芬蘭、瑞典和挪威和其他一些国家都有资格主张本国是最先实现完全平等的民主选举的国家（指最先允許女性擁有投票權利的國家，儘管存在限制）。一些國家或州在不同時期授予和取消过公民普选权。文萊奉行君主專制，所以男性公民和女性公民都沒有普選權。
按年代先後列表：
| 國家／地區                 | 年            | 说明 |
| -------------------------- | ------------- | --- |
| 新西兰                     | 1893年        | 第一個所有成年國民皆有選舉權的國家，但女性不能作為眾議員候選人，直到1919年。 |
| 南澳大利亞州               | 1962年        | 1850年代实现男性選舉權。1894年起，女性享有選舉權，首先允許女性作為候選人，但仍然沒授予澳洲原住民選舉權。這個選舉系統沒有適用於所有澳洲的州。 |
| 西澳大利亚州               | 1962年        | 1899年，第二個澳洲的州授予所有成年國民選舉權，1902年，新南威爾士州，1903年，塔斯馬尼亞州，1905年，昆士蘭省和1908年，維多利亞省也先後跟隨 。 |
|                            | 1962年        | 1902年，立法授予除了原住民外的所有成年國民聯邦議會選舉權；1962年，所有澳洲原住民獲得選舉權。 |
| 芬兰                       | 1906年        | 第一個不區分種族皆授予所有成年國民選舉權，並且允許女性作為候選人的政治實體。1917年芬蘭正式獨立後，維持普選。 |
| 瑞典                       | 1919年        | 1909年，授予所有男性選舉權；1919年，授予所有23歲以上國民選舉權。 |
| 挪威                       | 1913年        | |
| 加拿大                     | 1960年        | 1940年，魁北克授予所有女性成年國民選舉權，至此加拿大聯邦議會與各省議會，非印第安人之國民皆有選舉權。1960年，所有印地安人正式獲選舉權。 |
| 爱沙尼亚                   | 1918年        | |
| 愛爾蘭                     | 1918年        | |
| 奥地利                     | 1918年        | |
| 捷克斯洛伐克               | 1918年        | |
| 德国                       | 1919年        | 1935年－1945年期間在紐倫堡法案的命令取消下。在第二次世界大戰期間，纳粹德國佔領的國家也同樣被取消。 |
| 匈牙利                     | 1918年        | |
| 波蘭                       | 1919年        | |
| 盧森堡                     | 1919年        | |
| 荷蘭                       | 1919年        | |
| 美国                       | 1965年        | 1920年，禁止以性別因素否認或剝奪投票權。 1962-1964年: 历史转折点到来，以第14任首席大法官厄尔·沃伦为首的美国最高法院通过一系列里程碑式的判决， 建立了美国的“一人一票”民主选举体制： - 1962年3月，沃伦法院在贝克诉卡尔案中裁决，重新划分选区属于司法问题，因此美国联邦法院有权审理重新划分选区的案件。 - 1964年2月，沃伦法院在韦斯伯里诉桑德斯案中裁决，美国众议院的议席数量必须大体按照人口比例来划分。 - 1964年6月，沃伦法院在雷诺兹诉西姆斯案中裁决，美国各州的选举人团数量必须大体按照人口比例来划分。 1964-65年： - 美国宪法第二十四條修正案废除了投票税（poll tax）。 - 美國國會獲得通过《1964年民权法案》、《选举法案 (1965年)》，禁止以任何基於種族與膚色的標準或程序否認或剝奪投票權。 - 在哈珀诉弗吉尼亚州选举委员会案中，沃伦法院裁决各州内的人头税违反了美国宪法的平等保护条款，实际保障了穷人的选举权。 1971年，美国宪法第二十六條修正案，18歲以上的國民享有平等的投票權。 |
| 立陶宛                     | 1922年        | 1990年，脫離蘇聯獨立。 |
| 羅馬尼亞                   | 1923年        | |
| 大不列顛及北愛爾蘭聯合王國 | 1928年        | 1928年，30歲以上的女性享有平等的投票權，其後年齡逐步降低。1969年，18歲以上的國民享有平等的投票權。 |
| 北爱尔兰                   | 1968年        | |
| 斯里蘭卡                   | 1931年        | 1949年，斯里蘭卡剝奪泰米爾人选舉权。 |
| 西班牙                     | 1931年        | 1931年，23歲以上男性有选舉权，1933年23歲或以上所有公民有选舉权。但在佛朗哥獨裁統治時代（1936年－1977年）期間被取消，1977年恢復舉行國會選舉。 |
| 土耳其                     | 1934年        | |
| 義大利                     | 1945年        | |
| 日本                       | 1947年        | |
| 中華民國                   | 1947年        | 1947年12月25日，行憲並舉行間接選舉，國民大會及立法院于1991年及1992年首次全面改選，1994年，全面舉辦地方選舉，至1996年舉行首次總統直選，進行完全直選。20歲以上的國民享有平等的投票權。 |
| 法國                       | 1944年        | 1792年，制定了普遍男性选舉權；在公民投票使用。1875年，共和國憲法通過普選原則，國民議會由民主選舉選出。1944年，戴高乐政府在阿尔及利亚宣布女性擁有选舉權。第五共和成立後，1965年，首次舉行直接的總統選舉。 |
| 以色列                     | 1948年        | 1949年，舉行首次國會選舉。基本法保障兩性的平等選舉權。 |
| 比利时                     | 1948年        | |
| 印度                       | 1950年        | 1951年，舉辦獨立後首次國會選舉。 |
| 阿根廷                     | 1951年        | 1983年，軍政府統治結束後恢復民主政治。 |
| 希腊                       | 1952年        | 1864年，男性有选舉權；1930年，女性被允許在地方選舉投票。 |
| 中华人民共和国             | 1953年        | 1953年3月1日，《中华人民共和国全国人民代表大会及地方各级人民代表大会选举法》公布施行，随后开展了第一次全国人口普查工作，并在全国范围内进行了乡、县、省（市）各级人民代表大会的普选。1954年，第一届全国人民代表大会召开。但是在1957年的“反右运动”中，至少55万民主党派、知识分子和异见人士遭到广泛迫害，民主制度遭到严重破坏。 |
| 马来西亚                   | 1955年        | 1959年，舉行獨立後的首次選舉。 |
| 哥伦比亚                   | 1956年        | |
| 瑞士                       | 1971年/1990年 | 1971年，聯邦級別選舉，女性有选舉權；但直到1990年女性才获得州級別選舉的选舉權。 |
| 葡萄牙                     | 1976年        | 1976年，軍政府統治結束後恢復民主政治。 |
| 列支敦斯登                 | 1984年        | |
| 巴西                       | 1988年        | 1988年，给予文盲以选舉权。 |
| 南非                       | 1994年        | 自1930年起，白人女性有选舉權。1948－1994年间，非白人没有选舉權。1994，年舉行首次不分种族的选舉權。 |
|                            | 1948年        | 憲法保障兩性的平等的選舉權。1987年恢復總統直選；1995年，恢復地方自治選舉。 |
| 科威特                     | 2005年        | 2005年，始有限选举权。到2010年容許女性投票。 |
| 阿联酋                     | 2010年        | 2006年，始有限选举权。到2010年扩大范围。 |
|                            | 2007年        | 地方选举在2000年开始。 |
| 不丹                       | 2008年        | 2008年3月24日，实行历史上第一次选举。 |

## 女性的普选權
1776年，新澤西授予女性普选權，資產資格和男性一樣（詞語「居民」代替「男人」），但后来在1807年被廢止。1838年，皮特凯恩群岛授予了有限的女性普选權。在19世紀後期，世界有一半國家和地區授予了有限的女性參政普选權，1861年，從澳洲南澳大利亞開始，是第一個無限制女性投票权的地方，但女性最初未被允許參加競選。
第一個授予女性參政權的國家是紐西蘭，在1893年的大選僅僅數星期之前，成年女性的參政權法案被通過了。1894年，澳洲南澳大利亞是第一個授予普遍女性公民投票权並允許她們競選國會議席的州。
1919年，美國憲法第十九修正案獲得美國國會及四分之三的州議會支持通過，成年女性在1920年美國總統選舉獲得平等的投票權。
1931年，西班牙第二共和国允許女性有參政權，當年共有三名女性在選舉中當選。在一次擴大女性政治權利在現行選舉的辯論中，激進女性主義和社會主義者肯特認為，西班牙女性並未準備好投票，他們會被天主教會影響，去投票支持右翼保守派候選人。然而Clara Campoamor以女權不被注意的定位辯護，最後她的論點佔了上風。在1933年的選舉中，所有23歲或以上的公民均獲得普选權的政治權利。但是最後Campoamor和肯特皆失去了他們的議席。